# Maurice Richard (film)
Maurice Richard è un film del 2005 diretto da Charles Binamé.
La pellicola è stata prodotta in Canada da Denise Robert e Daniel Louis i quali hanno affidato la sceneggiatura a Ken Scott, già conosciuto per il film La Grande Séduction.
Racconta la storia del leggendario giocatore d'hockey Maurice Richard, non solo sotto l'aspetto sportivo ma anche dal lato personale, esplora infatti anche l'uomo interiore.
Il giocatore viene interpretato, per la terza volta, dall'attore canadese Roy Dupuis, girato nel Colosseo di Québec è stato presentato in anteprima il 23 novembre 2005 alla Place des Arts di Montréal ed è uscito in versione bilingue nelle maggiori sale cinematografiche del Québec a partire dal 25 novembre 2005. L'uscita del film nel Canada Inglese è stata invece dopo il 25 dicembre. Ufficialmente il film è stato distribuito nelle sale mondiali dall'aprile 2006 con sottotitoli inglesi ed è stato distribuito da Alliance Atlantis Vivafilm e Odeon.
Il regista Barry Avrich ha scritto e diretto un documentario, Maurice Richard: The Legend, the Story, the Movie, sul lavoro svolto per la realizzazione del film. Il documentario è interpretato da un narratore, Bill Hayes, dal regista del film Charles Binamé e dagli attori Roy Dupuis e Stephen McHattie.

## Trama
Nel tardo 1930, un giovane macchinista chiamato Maurice Richard s'è distinto per il naturale talento come giocatore d'hockey sul ghiaccio. Sebbene questo bastasse per farlo entrare nel Montreal Canadiens, i suoi frequenti infortuni gli costarono la fiducia della sua squadra e dei fans. A dispetto dei dubbi, Richard mostra alla fine il suo tipo di gioco abile ed aggressivo che fa così di lui uno dei più grandi giocatori di tutti i tempi nominandolo "The Rocket".
Nonostante, però, tutto il suo successo, sia Richard che la popolazione franco-canadese a lui legata, si trovano a dover affrontare la discriminazione costante da parte della popolazione anglofona. Sebbene sia un uomo di poche parole, Richard inizia ad esporre le proprie idee sull'ingiustizia della discriminazione, causando però un conflitto all'interno della squadra e dell'organizzazione che culmina con la sua sospensione stagionale del 1955. Di conseguenza l'intera popolazione franco-canadese attua una vera e propria rivolta etnica di protesta. In ragione a queste sfide, e grazie all'appoggio della sua popolazione, Richard prende coscienza del perché e per cosa deve giocare nel miglior modo possibile l'hockey.

## Produzione
Il film ha necessitato di un budget di 8,5 milioni di dollari anche se poi ridotto ad 8 milioni di dollari.

## Riconoscimenti
Il film è stato presentato anche nel 2006 al Rendez Vous du cinéma Québécoise in Québec. La data precisa della proiezione è stata 20 febbraio nella cinemateca Québécoise, ha concorso anche al Festival del Cinema Canadese a Winnipeg tra l'1 ed il 4 marzo 2006 e all'Indipendent film festival di Boston. tra il 22 ed il 24 aprile 2006.

### Canadian Society of Cinematographers Awards 2006
- Nominato miglior Direttore della fotografia Pierre Gill

### Tokyo International Film Festival 2006
- Vinto miglior attore Roy Dupuis.

### Jutra Awards 2006
- Nominato miglior attore Roy Dupuis
- Nominato miglior attrice Julie LeBreton
- Nominato miglior direzione artistica Michel Proulx
- Nominato miglior fotografo Pierre Gill
- Nominato miglior costumista Francesca Chamberland
- Nominato miglior regista Charles Binamé
- Nominato miglior cine-montaggio Michel Arcand
- Nominato miglior film Denise Robert e Daniel Louis
- Nominato miglior coiffure Martin Lapointe
- Nominato miglior trucco Diane Simard
- Nominato miglior musiche Michel Cusson
- Nominato miglior sceneggiatore Ken Scott
- Nominato miglior sound Claude Hazanavicius, Claude Beaugrand, Luc Boudrais e Bernard Gariépy Strobl
- Nominato miglior attrice di sostegno Diane Lavallée

### Genie Awards 2007
- Vinto come miglior direzione artistica Michel Proulx
- Vinto come miglior fotografo Pierre Gill
- Vinto come miglior costumista Francesca Chamberland
- Vinto come miglior regista Charles Binamé
- vinto come miglior cine-montaggio Michel Arcand
- Vinto come miglior montaggio sonoro Claude Beaugrand, Olivier Calvert, Jérôme Décarie, Natalie Fleurant e Francine Poirier
- Vinto come miglior attore Roy Dupuis
- Vinto come miglior attore di sostegno Stephen McHattie
- Vinto come miglior attrice Julie LeBreton
- Nominato miglior musiche Michel Cusson
- Nominato miglior sound Claude Hazanavicius, Claude Beaugrand, Luc Boudrais e Bernard Gariépy Strobl
- Nominato miglior film Denise Robert e Daniel Louis
- Nominato miglior sceneggiatore Ken Scott

### Vancouver Film Festival 2007
- Vinto miglior pellicola canadese